# آدامز، شهرستان گرین، ویسکانسین
آدامز (به انگلیسی: Adams, Green County, Wisconsin) یک شهرک در ایالات متحده آمریکا است که در شهرستان گرین، ویسکانسین واقع شده‌است.

## خصوصیات
آدامز ۹۳٫۷ کیلومترمربع مساحت و ۴۶۴ نفر جمعیت دارد و ۲۵۷ متر بالاتر از سطح دریا واقع شده‌است.